# Gurani (okręg Bihor)
Gurani – wieś w Rumunii, w okręgu Bihor, w gminie Pietroasa. W 2011 roku liczyła 618 mieszkańców.